# Lawrence Kudlow
Lawrence Alan «Larry» Kudlow (Englewood, Nueva Jersey; 20 de agosto de 1947) es un comentarista político conservador, analista económico, presentador de televisión y columnista de periódico estadounidense. Kudlow es entusiasta en difundir las ideas del supply-side economics, una corriente de economía que sugiere la reducción de las tasas de impuestos, para fomentar las inversiones en los negocios.

## Carrera

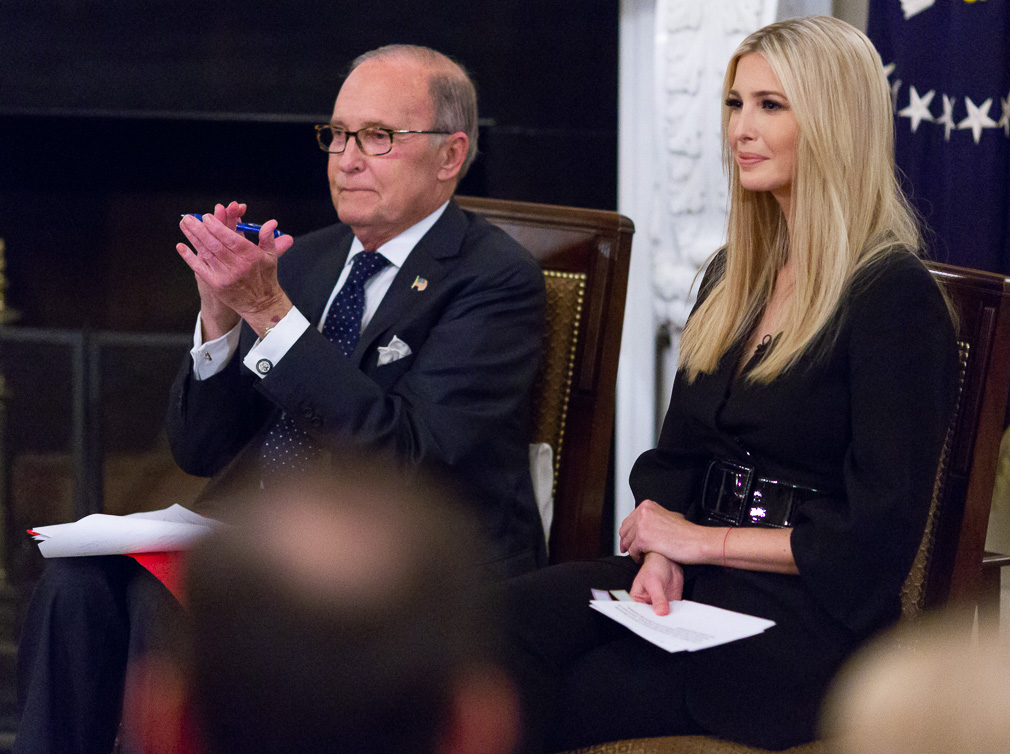
El presidente Donald J. Trump, Ivanka Trump y Larry Kudlow participan en el evento "Nuestro compromiso con los trabajadores de Estados Unidos".

Kudlow trabajó durante la primera administración del presidente Ronald Reagan como asesor económico en el Office of Management and Budget (OMB), una oficina que es parte del ejecutivo y que se encarga de revisar el presupuesto federal estadounidense y de otras cuestiones económicas.
Larry ha escrito libros acerca de la economía estadounidense.
Kudlow es el presentador del programa de economía y política Kudlow & Company en el canal de televisión de negocios CNBC.
- Datos: Q652815
- Multimedia: Larry Kudlow / Q652815